# Tibor Sekelj
Tibor Sekelj (parfois appelé Székely Tibor selon la graphie hongroise, né le 14 février 1912 à Spišská Sobota en Autriche-Hongrie, mort le 20 septembre 1988 à Subotica en Yougoslavie, Voïvodine) était un citoyen du monde yougoslave d'origine hongroise, journaliste, explorateur, auteur et juriste. Il a entrepris des expéditions à travers toute l'Amérique du Sud, l'Asie et l'Afrique. Contrairement à d'autres globe-trotters et explorateurs le but de ses recherches n'était pas essentiellement l'aspect matériel du monde, mais il voulait comprendre et découvrir l'essence de l'âme humaine. Les champs d'activité sur lesquels il s'est illustré avec beaucoup de succès sont nombreux.
Sekelj a appris environ 25 langues et a parfois dit qu'il avait conservé la capacité pour 9 d'entre elles. En plus du hongrois et du croate, il parlait également allemand, espagnol, anglais, français et espéranto.
Il est l'auteur de plusieurs livres (essais ou romans) et poèmes en espéranto. En 1986, il a été élu membre de l'Académie d'espéranto et membre honoraire de l'Association mondiale d’espéranto. En 2011 l'Union européenne d'espéranto a proclamé l'année 2012 « Année de Tibor Sekelj » à l'occasion du centenaire de sa naissance.

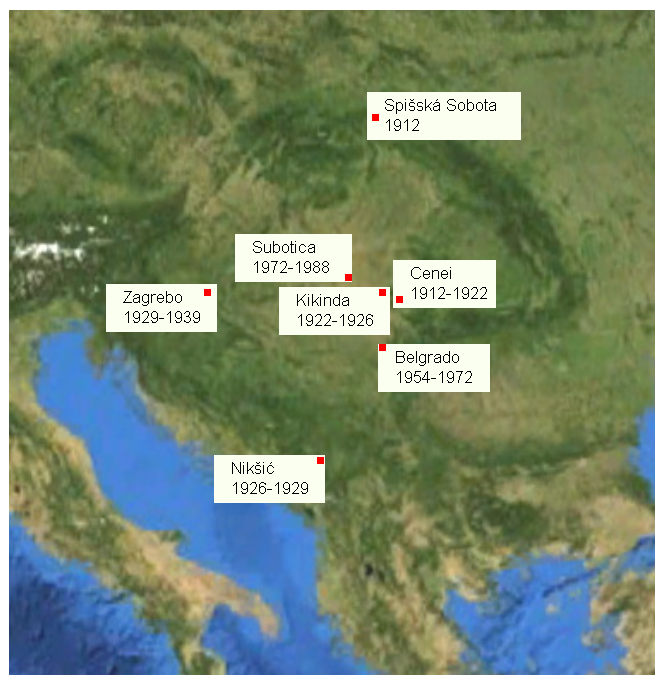
Lieux de résidence successifs de Tibor Sekelj en Europe dans sa jeunesse (1912-1939) et après son retour d'Amérique du Sud (1954-1988)

Son épouse s'appelle Erzsébet Sekelj.

## Biographie

### Jeunesse 1912-1939
Le père de Tibor Sekelj était vétérinaire et la famille a déménagé assez souvent. Quelques mois après la naissance de Tibor elle s'est installée à Cenei (maintenant en Roumanie) où Tibor a passé les dix premières années de sa vie. La langue maternelle était le hongrois, dans la rue on parlait aussi un dialecte allemand. Tibor avait au moins deux sœurs et un frère Antonije qui a collaboré à plusieurs ouvrages par Tibor. La famille s'installe en 1922 à Kikinda (Кикинда), en Voïvodine, Serbie, Yougoslavie, où Tibor termina l'école élémentaire et apprit le serbo-croate. Il a ensuite étudié le français et l'a même enseigné à ses compagnons étudiant quelques leçons plus tôt qu'eux. Il se perfectionna dans cette langue avec un professeur de français; par la suite il a acquis une nouvelle langue tous les quatre ans environ. Là, il a terminé ses études de base avant que la famille ne déménage en 1926 à Nikšić (Никшић), Monténégro, où il a terminé l'école secondaire. Déjà au lycée, il a commencé à aimer l'alpinisme et il a parcouru l'ensemble du Monténégro en marchant. En 1929, il entre à l'université pour étudier le droit à Zagreb (Croatie) et obtient son diplôme en 1933, étant l'un des 3 plus jeunes étudiants. Dans ces mêmes années, il a également étudié la peinture, la sculpture, la langue espéranto, la réalisation de films et le journalisme. C'est avec ce dernier métier qu'il a commencé à gagner sa vie. En 1937, il a commencé à travailler à Zagreb en tant que scénariste de films.

### Globe-trotter

Destination des voyages de Tibor Sekelj
Destinations
Sujets de livres
Patrie
Pays européens

De 1939 jusqu'à la fin de sa vie Tibor Sekelj a été un voyageur infatigable. Même s'il revenait en Serbie entre deux voyages, son envie d'explorer de nouveaux pays et de faire la connaissance d'autres peuples le poussait à entreprendre de nouveaux voyages. Quelques-uns de ses voyages et expéditions sont le sujet de livres dont certains ont connu un grand succès et ont été traduits en plus de 20 langues.

### Amérique du Sud 1939-1954
Ayant vécu à Zagreb, en 1939, aspirant à un horizon plus vaste, il a atteint l'Argentine par bateau, pour faire un reportage sur les émigrés yougoslaves en tant que reporter pour le journal Hrvatski Dnevnik de Zagreb. Tibor Sekelj navigua sur le navire "Teresa", qui appartenait alors à la Société Cosulich de Trieste partant de Rijeka (appelée alors Fiume, en Italie), à Buenos Aires, avec des arrêts à Naples, Gênes (Italie) Santos (Brésil), Montevideo (en Uruguay)… Tibor a reçu un visa touristique auprès du consulat argentin à Zagreb le 8 juillet et atteint Buenos Aires le 19 août 1939. Il semble que Tibor avait prévu le déclenchement de la guerre et ne voulait pas devenir soldat, et se hâta de partir dans un pays lointain en tant que journaliste… Il voulait vraiment éviter la guerre, non pas parce qu'il était timoré (son courage a été prouvé à maintes reprises), mais probablement parce que comme juif hongrois et espérantiste il ne pouvait haïr personne, et s'enflammer pour une quelconque idéologie et ni pour des objectifs militaires.
Au bout de deux ans, il a une maîtrise suffisante de l'espagnol pour être en mesure de travailler dans des magazines, et de publier une revue mensuelle dédiée aux voyages et aux explorations. En raison de diverses circonstances, dont l'éclatement de la Seconde Guerre mondiale, il y est resté pendant 15 ans comme journaliste et explorateur.

#### 1939-1945: Argentine, Aconcagua
En 1944, sans expérience d'alpinisme antérieure, il a participé à une expédition à destination de l'Aconcagua la plus haute montagne (6 962 m) d'Amérique, menée par Georg Link, un alpiniste suisse allemand connu. Avec l'Autrichien Zechner et l'Italien Bertone, il atteint le sommet le 13 février 1944. L'expédition a été tragique : quatre des six jeunes qui y ont participé ont péri dans une tempête de neige. Leurs corps ont été retrouvés 11 mois plus tard, par une seconde expédition à l'initiative de l'armée argentine et à laquelle Tibor a également participé. Après cette seconde expédition Sekelj a ajouté un nouveau chapitre à la deuxième édition de «Tempestad sobre el Aconcagua», l'ouvrage déjà publié en 1944 dans lequel il raconte cette aventure. Le gouvernement argentin l'a récompensé par un «condor d'or» pour les mérites de l'expédition, mais il a refusé la nationalité argentine, que le président Perón lui a personnellement proposée.

#### 1946-1947: Mato Grosso
En raison du succès de son premier livre, son éditeur le pressait d'en écrire un second, et pour qu'il ait un sujet à traiter, l'éditeur a financé par deux mille dollars une expédition à destination de régions mal connues des forêts brésiliennes du Mato-Grosso. Meri Reznik (1914-1996), argentine d'origine russe, qu'il a épousée un an plus tard, se joignit à l'expédition. De Tibor et Meri est né à Buenos Aires en 1949, un fils Diego Reinaldo Sekelj, qui vit maintenant à New York, aux États-Unis, avec le nom de Daniel Bernstain suivant le nom du second mari de Marie Reznik. Tibor et Meri ont divorcé après cinq ans.
Sekelj a passé presque une année dans la région des rivières Araguá (pt) et Rio das Mortes, où avec une trentaine de personnes ils sont les premiers étrangers à être entrés et avoir traversé le territoire de Xavántes agressifs et à en être sortis vivants. Il y a rencontré des tribus Carajà et Javae et a recueilli beaucoup de données géographiques utiles sur la région. Son deuxième livre, Por tierra de Indios (1946) qui fait référence à ces expériences, a rencontré un grand succès, atteignant plusieurs rééditions et fut traduit dans de nombreuses langues.
Au cours de l'été 1946, il parcourut la Patagonie avec trois compagnons : Zechner, Meri et Dr Rosa Scolnik. Pendant les années qui suivirent, il a fréquenté l'université de Buenos Aires pour assister à des conférences sur l'anthropologie, l'ethnologie et l'archéologie, non pas pour obtenir un diplôme, mais seulement pour obtenir des connaissances utiles pour ses expéditions futures.

#### 1948-1949: Bolivie, Jivaros
En 1948, une nouvelle expédition dont le but initial était de rencontrer les Jivaros - ce à quoi il ne réussit pas- le conduisit en Bolivie, où il rencontra le président Enrique Hertzog qui l'a encouragé à explorer la région encore inexplorée de la rivière Itenez qui s'étend jusqu'au Brésil. Au cours de ce voyage, il a rencontré la tribu des Tuparis - qui auraient été encore cannibales 5 ans auparavant -, et avec qui il a vécu 4 mois. De retour en avril 1949, Sekelj a reçu une proposition du président Hertzog d'administrer un territoire d'une centaine de milliers d'hectares sur les 4 millions d'hectares prévus initialement pour y loger un million de réfugiés en provenance d'Europe. Sekelj ne voulant pas attendre six mois que le parlement ne prenne une décision, a renoncé à l'offre. Plus tard, il a regretté d'avoir manqué l'opportunité de créer un territoire où l'espéranto aurait été la langue commune de la population.

#### 1949-1951: Venezuela
S'étant rendu en Grande-Bretagne au 34e congrès mondial d’espéranto au cours de l'été 1949, et après un séjour de sept mois en Europe, Sekelj est retourné en Amérique du Sud, cette fois au Venezuela où pendant un an et demi il est devenu le gérant d'un magasin d'instruments de musique à Maracaibo. En même temps, il continue à écrire pour les journaux et est allé à Caracas pour y faire une série de peintures murales sur la vie du Venezuela pour un café qui venait d'ouvrir. De là, il a entrepris un voyage de recherche et d'errance dans les pays d'Amérique centrale, étant seul, parce qu'il a divorcé de Meri, après cinq ans de vie commune.

#### 1951-1954: Amérique centrale
Parmi ses visites en Amérique centrale, il a mentionné une visite aux îles San Blas au Panama où vivent les amérindiens Kuna, la tentative d'escalader le volcan Izalco au Salvador qui échoua à cause d'une éruption, la découverte d'une ancienne ville ruinée au Honduras, sur lesquels chacun connaissait des légendes, mais que personne n'avait vue, et construite par des Indiens moins civilisés.
En parallèle avec ses explorations Sekelj s'est occupé d'archéologie et d'anthropologie. Au Guatemala et au Honduras, il a étudié la civilisation des Mayas et a visité presque tous les vestiges archéologiques.
Arrivé au Mexique en 1953, il est invité par les clubs d'alpinisme à participer à des expéditions, car ils voyaient en lui un maître parce que son livre Tempestad sobre el Aconcagua qui a connu un grand succès était considéré comme un manuel pour l'escalade de montagne. Il a ensuite grimpé le Popocatepetl, l'Ixtaccíhuatl et de nombreux autres volcans et montagnes, et a alors conforté son expertise. Une exploration intéressante a été la traversée souterraine le long du fleuve San Heronimo qui s'est percé un chemin de 14 km dans l'intérieur de la montagne.

### Voyages ultérieurs en partant d'Europe, 1954-1988
En 1954 retourné en Yougoslavie, il s'installe à Belgrade où il a été chaleureusement accueilli par le gouvernement et le peuple à cause de ses expériences intéressantes et de son message humanitaire. Nombre de ses articles ont paru dans les journaux et plusieurs de ses livres ont ensuite été traduits dans les langues serbe, slovène, hongroise, albanaise, et en espéranto.

#### 1956-1957: Inde, Chine, Népal
En 1956, il a entrepris un voyage en Asie en voiture, afin de participer, en tant qu'observateur de l'association mondiale d’espéranto, à la conférence de l'UNESCO prévue à New Delhi. Il a dû abandonner sa voiture en panne à Téhéran et a continué son voyage en bus et par le rail. Au cours de ce voyage, il a eu des entretiens avec le Premier ministre Nehru et sa fille, le futur premier ministre Indira Gandhi et est devenu ami avec le futur président, le Dr Radhakrishnan. Dans l'ambassade yougoslave, il a rencontré Ljubomir Vukotić, alors président de la Fédération mondiale des sourds qui participait à une conférence avec les représentants indiens et chinois pour mettre en place un bureau asiatique. Sekelj a aidé Vukotić comme interprète dans cette situation de communication difficile entre personnes de langues différentes, et privées de l'audition. En janvier 1957, il a donc accompagné Vukotić en Chine, qui à cette époque n'acceptait pas de touristes. Suivit un séjour de six mois au Népal, un autre pays qui jusque-là n'acceptait pas de visiteurs. Le roi du Népal Mahendra l'a invité pour le remercier de la fondation de la première université populaire, et pour l'enseignement de l'espéranto. Tel est le sujet de son ouvrage, le Népal ouvre la porte, 1959, qu'il écrivit d'abord en espéranto durant un séjour à Madras dans le sud de l'Inde, partageant son temps entre l'écriture et l'étude de la philosophie yoga. Ce livre a été traduit en plusieurs langues dont l'anglais, l'espagnol, le serbe et le slovène.
Après avoir écrit ce livre, il visita l'Inde en marchant et en voyageant en bus de village en village, de temple en temple. Pendant un mois, il a vécu dans une grotte avec trois autres yoguis.

#### 1958-1960: Vinoba Bhave, le Japon, Sri Lanka
Après un séjour de six mois en Europe, il s'est envolé à nouveau pour l'Inde pour enseigner l'espéranto à Vinoba Bhave qui maîtrisa la langue au bout d'un mois. Il continua à visiter l'Inde pendant encore cinq mois et en mars 1960, il s'est envolé pour le Japon. Arrivant sans le sou, il a vécu quatre mois en donnant des conférences dans 30 villes dans tout le Japon, et étant accueilli au domicile d'espérantistes japonais. Grâce aux conférences et aux articles dans les journaux il gagna assez d'argent pour acheter un billet d'avion pour le Sri Lanka et à partir de là de même pour Israël et son retour en Yougoslavie.

#### 1961-1963: Maroc, "Caravane de l'Amitié" en Afrique
En 1961, à l'invitation d'espérantistes marocains, il s'est rendu au Maroc et a rejoint une caravane de Touaregs dans le Sahara. Entre deux voyages, il a vécu à Belgrade.
En mars 1962 se mit en route vers l'Afrique sa "Caravane de l'Amitié", composée de huit personnes de quatre pays dans deux voitures tout-terrain. Le voyage a duré un an et atteint l’Égypte, le Soudan, l’Éthiopie, la Somalie, le Kenya et la Tanzanie. Une deuxième caravane prévue à destination d'autres pays africains ne se réalisera pas. Le but du voyage était un contact humain direct. À cette occasion, il a grimpé le Kilimandjaro, le sommet le plus élevé d'Afrique. Ce voyage est l'objet de son ouvrage Ĝambo rafiki, initialement écrit en espéranto, mais d'abord paru dans sa traduction slovène.

#### 1965-1966: Russie, Japon, Mongolie, Europe
En 1965, en se rendant au Congrès d'espéranto devant se tenir à Tokyo, il a volé à travers la Russie (Moscou) et la Sibérie (Irkoutsk et Khabarovsk), atteignit Nahodka en train et Yokohama en bateau. Étant resté un mois au Japon, il commença son retour en train à travers la Sibérie, mais, sans l'avoir prévu, il a décidé de s'arrêter en Mongolie pendant trois mois, ce qui à cette époque n'était pas une chose facile, même avec un visa et des autorisations.
Dans les années qui ont suivi, ses buts de voyage étaient les pays européens dont il a visités la quasi-totalité à l'exception de l'Albanie et l'Islande. Son attention s'est particulièrement portée sur l'Espagne et la Scandinavie.

#### 1970: Australie, Nouvelle-Zélande, Nouvelle-Guinée
En 1970, envoyé par la télévision yougoslave, il s'est envolé pour visiter l'Australie, la Nouvelle-Zélande et la Nouvelle-Guinée, où il est resté pendant six mois. Là il a escaladé le mont Kosciuszko. En Nouvelle-Guinée, il a rencontré des gens qui jusque-là n'avaient eu que très peu de contacts avec le monde civilisé, et a connu quelques situations tendues. Mais le talent de Sekelj réside sans aucun doute dans sa capacité à se tirer de nombreuses situations périlleuses (parfois la chance y a également contribué), pour s'adapter à des coutumes très différentes et à des habitudes (en particulier alimentaires), et à communiquer avec des personnes ayant des langues très différentes. Qu'il ait été capable d'en apprendre plus de vingt fut particulièrement utile.

#### 1972-1980: Amérique du Nord, la Russie, l'Ouzbékistan, le Nigeria, l'Équateur
En 1972, à l'occasion du Congrès international des ethnologues à Chicago, il a visité les régions de l'est du Canada et des États-Unis. En 1977, au cours du même événement, à Leningrad, il a commencé un voyage en Ouzbékistan et en Asie centrale. Dans la même année, il a participé à un festival des cultures nègres et africaines à Lagos (Nigeria). En 1978, il visita de nouveau certains pays d'Amérique du Sud pour faire des reportages pour la télévision yougoslave, et pour la première fois il a visité l'Équateur et les îles Galapagos.
Cet homme qui a voyagé tout au long de sa vie sans jamais se lasser, a expliqué qu'il a réussi à avoir des ressources pour ses voyages par son travail, parce qu'il remplissait les fonctions de sept personnes: rédacteur d'articles, cinéaste, cameraman, assistant, photographe, acheteur et expéditeur d'objets ethnographiques. Alors que chacune de ces tâches sont généralement accomplies par des personnes distinctes, Sekelj au cours de ses voyages s'est chargé seul de toutes. En outre, devant se rendre par exemple en Australie, il a fait un contrat publicitaire avec la compagnie aérienne pour recevoir ses billets à prix réduit.

#### Travail pour l'espéranto
Sekelj a consacré beaucoup de son énergie pour la défense de l'espéranto. Membre du conseil d'administration de l'Association mondiale d'espéranto depuis 1946, pendant plus de 30 ans (avec quelques années d'interruption quand il était en conflit avec Ivo Lapenna), en raison de son activité dans le cadre de l'IOE, il a cherché à prendre part à un grand nombre de congrès mondiaux d'espéranto. En tant que représentant de l'association mondiale ou du Comité international pour les musées ethnographiques, il a pris part à de très nombreuses conférences internationales, où il était souvent le seul apte à comprendre directement tous les orateurs grâce à sa connaissance de plus de dix langues.
En 1983, il a cofondé EVA dont il fut le premier président; en 1986, il a été élu membre de l'Académie d'Espéranto.
Il a profité de toutes les occasions pour préconiser l'espéranto, notamment dans le PEN International Writers Association et à l'UNESCO. En 1985, il a été commissionné par l’association mondiale d’espéranto pour veiller à ce que l'UNESCO fasse une deuxième résolution favorable à l'espéranto, ce qui a eu lieu au cours de la 27e conférence qui s'est tenue à Sofia.

#### 1972-1988: directeur du musée de Subotica
En 1972, il est nommé directeur du musée municipal de Subotica (Serbie - Voïvodine) qu'il dirigea professionnellement pendant 4 ans. C'est sur le tard dans les années 1970 qu'il a fait des hautes études en muséologie à l'Université de Zagreb sanctionnées par un doctorat (en 1976), mais il a quitté son emploi presque immédiatement après, n'ayant pas reçu le soutien pour ses idées et ses projets. Il a participé au Congrès mondial d'ethnographes à Chicago aux États-Unis et au Congrès mondial des muséologues à Copenhague, où il a été élu secrétaire du Comité international des muséologues, et a pris un certain nombre d'initiatives, notamment sur les musées d'un type nouveau avec dioramas.
En 1985, Tibor a rencontré Erzsébet, bibliothécaire, née en 1958. Elle a appris l'espéranto dans la même année. Tibor et elle ont vécu ensemble pendant trois ans et se sont mariés en 1987 à Osijek. Ensemble, ils ont visité trois congrès mondiaux d'espéranto. Erzsébet Sekelj a participé à la rédaction du magazine VELO (Vojvodina Esperanto Ligilo) en Voïvodine. Ils ont voulu compiler ensemble un dictionnaire espéranto-serbo-croate, mais ils n'ont pas réussi à l'achever.
Depuis 1972, il a vécu à Subotica jusqu'à sa mort le 20 septembre 1988. Il a été enterré le 23 septembre au Bajsko groblje (cimetière de Baja) à Subotica, avec les plus grands honneurs de la part de la ville de Subotica. Sur sa tombe, sous un bas-relief en bronze on peut lire l'inscription suivante en espéranto :

« TIBOR SEKELJ
1912-1988
VERKISTO, MONDVOJAĜANTO
 »

— Tombeau de Tibor Sekelj à Subotica

## Compétences
Tibor Sekelj a fait preuve d'un talent certain dans divers domaines liés les uns aux autres. Il était journaliste, explorateur, aventurier, alpiniste, écrivain, graphiste, cinéaste, géographe, ethnologue, muséologue, polyglotte, pédagogue, et a agi dans le domaine politique, entrant en relation avec des responsables politiques dont, notamment, plusieurs chefs d'État. Il s'est particulièrement distingué par sa défense de l'espéranto à l'UNESCO au nom de l'association mondiale d’espéranto. Il faut souligner sa vision du monde reliant tous les domaines dans lesquels il a agi, et ses contacts avec des gens de toutes les parties du monde.

### Géographe
En voyageant, il était géographe en soi, mais la vie l'a forcé à devenir un véritable géographe qualifié et dans ce sens il a exploré et dessiné des cartes de plusieurs parties d'Amérique du Sud jusqu'ici inexplorées, en particulier en Bolivie et au Brésil. C'est pourquoi une rivière au Brésil a même été nommée d'après son nom : Rio Tibor. Il a publié une carte du monde en espéranto et a été le rédacteur en chef d'une revue spécialisée : « Geografia Revuo » entre 1956 et 1964. En 1950, il est devenu membre de la société guatémaltèque d'histoire et de géographie et, en raison de mérites dans ce domaine, en 1946, la Royal Geographical Society de Grande-Bretagne l'a accepté comme membre FRGS.

### Journaliste
Il a appris le journalisme au cours de ses années d'étude à Zagreb et y devint correspondant de journaux croates: l'un d'eux,  Hrvatski Dnevnik, l'envoya comme correspondant en Argentine, pour faire un reportage sur les émigrés yougoslaves, et c'est ainsi qu'en 1939 il est devenu voyageur. Au bout de deux ans sa maîtrise de la langue espagnole est suffisante pour qu'il soit en mesure de travailler pour des magazines, et de publier à Buenos Aires, dans la langue espagnole, un magazine mensuel "Rutas" (Itinéraires) dédié aux voyages, la géographie, le tourisme, l'exploration, etc.
Travaillant comme journaliste pour un journal argentin et pour faire un reportage particulier, il a décidé de rejoindre l'expédition alors programmée pour l'Aconcagua, la plus haute montagne d'Amérique du Sud (plus de 7 000 m selon les estimations d'alors). Plus tard, au cours de sa vie, il a largement gagné sa vie par son travail journalistique, contribuant à de nombreux journaux principalement en Amérique du Sud et en Yougoslavie. En Yougoslavie, il a contribué à de nombreux magazines pour enfants, de sorte qu'une nouvelle génération a entendu parler de l'espéranto par ses articles dans ces magazines. Dans les années 1960, il a aussi été journaliste de télévision et a filmé une série de documentaires télévisuels pour la Télévision de Belgrade sur la Caravane de l'Amitié (voyage à travers l'Afrique) pour la Télévision de Zagreb, sur la découverte de tribus inconnues en Australie et en Nouvelle-Guinée et pour la Télévision de Novisad sur la Bolivie, l'Équateur et le Pérou. Il a aussi été un éminent journaliste en espéranto. En plus de contribuer à de nombreux journaux et magazines en espéranto, il a été pendant 8 ans, de 1956 à 1964, le rédacteur en chef de Geografia Revuo (Revue Géographique), de 1966 à 1972 de Esperanto-Gazeto (intitulé primitivement IOE-Gazeto= la revue de Institut pour l'Officialisation de l'Espéranto, magazine mensuel - ont paru en tout 65 numéros) et VELO (revue espérantiste de Voïvodine) pendant six ans de 1983 à 1988.
« Geografia Revuo » a paru entre 1956 et 1964, à raison d'un numéro par an sauf en 1959-1960 et 1962. Les pages de couverture sont toutes de Sekelj. Ce n'est que dans le no 4 qu'il a laissé l'article principal à Aafke Haverman (« Aviadile tra Afriko » = « En avion à travers l'Afrique ») et a mis son « Kun la Ajnoj de Hokajdo » (« Avec les Aïnous de Hokaïdo ») dans le cahier central. Considéré dans son ensemble, « Geografia Revuo » est quasiment une publication personnelle de Sekelj avec quelques contributions d'amis.
Il gagnait sa vie essentiellement par son travail journalistique (rédaction d'articles et de reportages pour de nombreux journaux et magazines), et avec la production de documentaires. 740 traductions de ses articles ont paru dans les journaux et magazines On peut estimer qu'il a collaboré à plusieurs dizaines de journaux et de magazines principalement en Yougoslavie, Hongrie et pays d'Amérique du Sud et, bien sûr, avec le presse espérantiste. Il a fait 7500 conférences sur ses voyages et divers autres sujets.
Il a fait des tournées dans 90 pays dans le monde, et une vingtaine de ses livres ont paru 90 fois dans diverses langues et éditions.

### Cinéaste
Le premier emploi de Sekelj après avoir obtenu son diplôme à Zagreb était dans l'entreprise de cinéma Merkurfilm, qui l'a envoyé pour étudier la réalisation à Prague avec le réalisateur tchèque Otakar Vávra pendant 6 mois.
Après son retour en Yougoslavie dans les années soixante la télévision avait conquis un rôle important dans l'information. C'est pourquoi les enquêtes sur les régions inconnues nécessitaient un matériel non seulement iconographique mais aussi filmographique. Tibor a accepté le défi et il a alors commencé à utiliser ses connaissances comme cinéaste et réalisateur, mais aussi technicien du son et de la lumière, effectuant un travail de cameraman dans ses voyages en Nouvelle-Guinée et en Australie. Il a filmé pour la télévision de Zagreb une série de documentaires sur ces régions et ses autochtones que la télévision de Zagreb a présentés dans le réseau de télévision de toute la Yougoslavie sous la forme d'une série de dix films d'une heure chacun. Il a réalisé ces films tout seul. Dans la seconde moitié des années soixante-dix, il fait des films sur la Colombie et l'Équateur dans lequel il était avec une équipe de cinéastes de la télévision de Novi Sad, qui a diffusé ces films de voyage.
Il a été lui-même le sujet de nombreuses émissions et entrevues télévisées, en particulier sur les télévisions de la Yougoslavie d'alors, et une grande majorité de ce matériel est conservé par ces télévisions, par exemple, une entrevue de deux heures avec le journaliste de télévision Hetrich.

### Alpiniste
En Argentine, il a acquis une expérience d'alpiniste en se préparant et en participant à l'expédition de l'Aconcagua, montagne dangereuse sur laquelle il est retourné une seconde fois. Ensuite il a escaladé un grand nombre de sommets élevés sur tous les continents, y compris les montagnes du Népal, du Mexique et le Kilimandjaro en Afrique, le mont Kosciuszko en Australie. Sa description détaillée de l'expédition de l'Aconcagua et notamment de ses préparatifs dans le livre en espagnol, Tempestad sobre Aconcagua, est devenu un manuel d'alpinisme au Mexique et il est utilisé de la même façon dans certains autres pays d'Amérique du Sud.

### Ethnologue
Au cours de ses voyages, il s'est spécialisé dans la collecte de masques autochtones, de chapeaux, d'instruments de musique et de la poésie non-écrite indigène, à propos de laquelle il a publié le livre Elpafu la sagon (Tire la flèche), paru en serbo-croate et en espéranto. Il a fait don de ses collections de masques, d'instruments et de coiffures au musée d'ethnographie de Zagreb, et au musée municipal de Subotica dont la plupart ont été ensuite remis au musée de Senta (Serbie).

### Aventurier
Bien que ce n'a jamais été son but, l'aspect le plus attractif de sa vie pour le public, en particulier non-espérantiste est son aspect aventureux. À la recherche de l'essence de l'âme humaine, il a dû rencontrer toutes sortes de gens dans les parties du monde les plus difficilement accessibles. Il a rencontré et étudié un certain nombre de tribus dans les jungles du Brésil et de Nouvelle-Guinée, les coutumes et modes de vie et les philosophies de peuples et de groupes alors inconnus en Asie et en Afrique et dans de nombreux cas tentant d'approcher des personnes se méfiant des Blancs il s'est trouvé en danger de mort. Il en fait le récit dans son ouvrage en espéranto « La mondo de travivaĵoj », 1981. (Un monde d'expériences)

### Le militant politique
Parmi d'autres talents Sekelj avait la capacité de se faire rapidement des amis et d'être en mesure d'entrer en relation et de convaincre des responsables politiques. Au cours de ses voyages, il a été reçu par une vingtaine de chefs d’État et leur a souvent fait des suggestions utiles, ayant étudié et s'étant fait une vision détaillée de leurs pays. Au cours de sa vie, il a rencontré plusieurs chefs d’État: de Perón (président argentin) il a reçu la distinction Condor d'or en 1946 et une proposition d'accepter la nationalité argentine en raison de ses mérites dans l'ascension de l'Aconcagua. Il s'est entretenu avec Nehru (premier ministre de l'Inde) et sa fille Indira Gandhi (devenue ultérieurement premier ministre de l'Inde), et il se lia d'amitié avec Radhakrishnan (qui devint plus tard président de l'Inde). Le président bolivien Enrique Hertzog l'a envoyé explorer des régions inconnues de la Bolivie en 1948 et en 1949, et lui a proposé d'établir sur le territoire bolivien un territoire pour les réfugiés européens après la Seconde Guerre mondiale et mis à sa disposition Modèle:Unité100000 pour cela. Tibor en a demandé 4 millions, pour lesquels il était nécessaire d'attendre un semestre supplémentaire pour que le parlement bolivien prenne une décision à ce sujet, mais ne voulant pas attendre et il l'a déclinée. Il s'est entretenu avec le roi Mahendra du Népal qui l'a remercié pour avoir fondé une université populaire, la première dans ce pays et où il a enseigné l'espéranto.
Le pic de son activité politique était en 1985 quand il prit en charge au nom de l’Association mondiale d’espéranto de préparer un deuxième Résolution de l'UNESCO en faveur de l'espéranto. Il a rencontré et discuté avec plusieurs dizaines de chefs d'état, de ministres et de diplomates de divers niveaux au cours de ses quatre participations aux conférences de l'UNESCO surtout en 1984 et 1985. Il a d'abord réussi à convaincre le gouvernement yougoslave de proposer cette résolution à l'Assemblée de l'UNESCO à Sofia, et à collaborer avec d'autres espérantistes pour persuader les gouvernements de Chine, Bulgarie, Hongrie, Pologne, Saint-Marin et Costa Rica de soutenir la résolution, visitant pendant plusieurs mois les ambassades de ces 7 autres pays, il a réussi à les convaincre de la proposer à leurs gouvernements et qu'ils consentent à soutenir la résolution, et enfin à Sofia même il a persuadé les délégations de plusieurs dizaines de pays de voter pour la résolution qui a été en effet acceptée.
On peut ajouter à ce type d'action les quelques mois qu'il a partagés avec le philosophe et militant politique indien Vinoba Bhave, ainsi que de nombreuses relations avec des chefs tribaux et des dirigeants dans les villes et les régions où il a séjourné.

### Polyglotte
Tibor Sekelj était connu comme polyglotte. Il a appris à un bon degré d'usage et pouvait parler à différentes périodes une trentaine de langues en tout. Il a gardé une maîtrise et un usage de neuf d'entre elles jusqu'à la fin de sa vie : hongrois, serbe, allemand, espéranto, italien, anglais, français, espagnol, portugais. Il n'a écrit que dans trois d'entre elles, à savoir l'espagnol, l'espéranto, et le serbo-croate, pas même dans son hongrois natal, parce qu'il ne le connaissait pas assez bien pour un usage littéraire. Il a également souvent fait office d'interprète entre les différentes langues au cours de ses voyages, et aussi plus tard dans son travail pour PIF pour des réceptions, des réunions etc.

« J'ai appris environ 25 langues. J'en ai oublié beaucoup, parce que je ne les utilise plus. J'ai réussi à continuer à me souvenir de 9 langues que je parle encore aujourd'hui. Ces 9 langues ne suffisent pas pour le monde entier, mais je peux rencontrer et communiquer avec la plupart du monde. »

— Tibor Sekelj, Entretien avec Stipan Milodanoviĉ

### Espérantiste
Toute sa vie depuis qu'il a appris l'espéranto à Zagreb en 1930, il a été fidèle à l'espéranto. Son action pour l'espéranto est considérable. Il a fondé une douzaine associations nationales d'espéranto en Amérique du Sud et en Asie, et des sociétés espérantistes dans une cinquantaine de villes dans le monde entier,.
Il a été plus de 20 ans membre du conseil d'administration de l'Association mondiale d'espéranto et le principal ouvrier de la deuxième résolution de l'UNESCO de manière positive face à l'espéranto en 1985. Il a écrit un tiers de ses œuvres originellement en espéranto. Il a écrit beaucoup d'articles pour une grande variété de journaux et magazines espérantistes, et il a été le rédacteur en chef d'une revue géographique de E-revuo et de VELO. Mais son action révolutionnaire pour l'espéranto est liée à la fondation et la direction de Institut international pour l'Officialisation de l'espéranto (Internacia Instituto por Oficialigo de Esperanto IOE), qui a lancé le slogan « Mieux vaut la pratique qu'un prêche de 100 heures » (« Pli bona praktiko ol 100-hora prediko ») ce qui nécessite une action plus ouverte des espérantistes. Dans ce contexte il s'est particulièrement engagé dans le domaine du tourisme et a organisé un ensemble de manifestations et des voyages collectifs en bus travers le monde. Cette action a eu comme conséquence la plus éminente le lancement du Festival international de marionnettes (Pupteatra Internacia Festivalo, PIF) et un peu plus tard, la fondation de Internacia Kultura Servo (Service culturel international), à Zagreb. PIF existe encore 44 ans après et distribue chaque année le prix Tibor-Sekelj pour le message le plus humanitaire. Son activité très intense dans le cadre de l'IOE a influencé de façon significative le changement du mouvement espérantiste neutre classique, d'une part vers une application pratique (comme dans la culture et le tourisme) et d'autre part à un concept plus souple de la neutralité qu'a suivi TEJO.
Sa devise pour le succès : « Pour réussir il faut trois choses : définir avec précision le but, s'avancer vers ce but, et persister jusqu'au bout. »

#### Pédagogue
Il a également influencé l'enseignement de l'espéranto. C'est à lui que l'on doit le lancement du premier cours d'espéranto télévisé en Chine dans les années 1980. Il a écrit plusieurs manuels. Les auteurs étaient A. et T. Sekelj et les illustrations de Klas Aleksandar et Novak Koloman. Il existait aussi sous la forme d'un diaporama.
Il a donné lui-même un grand nombre de cours partout où il a voyagé, et a entre autres participé à l'amélioration du manuel selon la méthode de Zagreb. Tibor Sekelj en tant que pédagogue a donné entre 7 000 et 8 000 conférences, le plus souvent avec des diapositives sur ses voyages, a écrit d'innombrables articles, y compris très souvent sur l'espéranto dans la presse nationale et a été interviewé plusieurs centaines de fois pour des radios des journaux et des télévisions en langues nationales, et à chaque fois il donnait des informations sur l'espéranto.

### Vision du monde
Partout, où il était, il a essayé dans ses conférences et ses activités de faire comprendre à son auditoire sa philosophie de vie simple: l'homme comme individu est la chose la plus précieuse dans son environnement qu'il connaît le mieux indépendamment de son origine ou de son instruction (Ceci est le plus clairement exprimé dans son œuvre « Kumeŭaŭa ») et l'homme comme être culturel social est le produit de l'humanité tout entière, car dans toutes ses fonctions quotidiennes participent des produits inventés par des peuples les plus divers; il avait l'habitude d'illustrer ceci par une table de repas expliquant que chacun des instruments avait été inventé par un peuple différent, que chacun des aliments avait été développé et planté par un peuple différent, et que maintenant plusieurs dizaines de cultures prennent part à la table. C'est pourquoi, pour lui tout homme était un individu respectable, et tout ce que nous avons, est le résultat des efforts de toutes les nations, et donc appartient à tous. Cette philosophie humaniste ne semble pas encore comprise et est extrêmement utile dans la société actuelle tournée vers le profit et préoccupée de possession.

### Artiste
En plus d'être écrivain - donc artiste de plume - Tibor était également peintre et sculpteur, arts qu'il a également étudiés à Zagreb au cours de ses années estudiantines. Au début de son séjour en Argentine, il gagnait sa vie notamment comme portraitiste, et souvent il a illustré ses propres livres.

#### Écrivain
Tibor est un des plus grands écrivains espérantistes originaux du point de vue de sa notoriété dans le monde non-espérantiste, peut-être le plus célèbre, suivant le nombre de ses ouvrages traduits de l'espéranto. Son œuvre littéraire la plus connue Kumeuaŭa - la filo de ĝangalo (Kumewawa - le fils de la jungle) est traduit en une trentaine de langues de presque tous les continents et d'autres œuvres en deux jusqu'à une dizaine de langues. Il a écrit à l'origine en trois langues : l'espagnol, l'espéranto et le serbo-croate. De sa plume sont nés trente volumes différents, en particulier des essais, des romans, récits de voyage et de la poésie. Et même quelques curiosités. L'ensemble a fait l'objet d'une centaine de parutions en différentes langues.
Son plus grand succès est Kumeuaŭa - la filo de ĝangalo (à l'origine écrit en espéranto) non seulement parce qu'il était le plus traduit (paru en plus de l'espéranto en 22 langues, il a été traduit en plusieurs autres qui pourraient paraître un jour) mais aussi parce qu'il le ministère japonais de l’Éducation l'a proclamé en 1983 comme l'une des 4 meilleures œuvres de la littérature de jeunesse parues cette année au Japon et a été recommandé à la jeunesse. C'est pourquoi il a paru en japonais à 300 000 exemplaires, probablement dans la plus grande quantité dans laquelle soit jamais paru un livre traduit de l'espéranto comme langue originale. Toutes les versions et toutes les éditions de Kumeŭaŭa ont apparu à un million d'exemplaires en tout.
"Tempête sur l'Aconcagua" est encore un manuel d'alpinisme dans certains pays d'Amérique du Sud. D'après sa vaste diffusion on peut voir que c'est un livre qui plaît à toutes les générations dans toutes les régions du monde. Plusieurs de ses récits ont remporté des prix aux concours de belles-lettres de l’UEA (eo), organisés par l'association mondiale d'espéranto, et sa poésie quoique rare est extrêmement précieuse et digne d'être étudiée.

## Œuvres
Les ouvrages de Tibor Sekelj, romans ou récits de voyages, contiennent d'intéressantes observations ethnographiques. Il a également écrit des manuels et des essais sur la langue internationale. Les langues dans lesquelles Sekelj a écrit ses ouvrages sont l'espagnol l'espéranto et le serbo-croate d'où ils ont été traduits dans de nombreuses autres langues. Tibor Sekelj est d'ailleurs sans doute l'auteur espérantophone le plus traduit en langues nationales.

### Descriptions de voyage
- Tempestad sobre el Aconcagua, roman sur son expédition dans le massif argentin de l'Aconcagua, originellement écrit en espagnol, Buenos Aires: Ediciones Peuser, 1944, 274 pages.
  - Oluja na Aconcagui i godinu dana kasnije, traduction serbocroate de Ivo Večeřina, Zagreb 1955, 183 pages.
  - Burka na Aconcagui, traduction tchécoslovaque de Eduard V. Tvarožek, Martin : Osveta, 1958, 149 pages.
  - Tempesto super Akonkagvo, traduction espéranto de Enio Hugo Garrote, Belgrade : Ligue serbe d'espéranto (eo), 1959, 227 pages.
- Por tierras de Indios, sur les expériences de l'auteur parmi les indiens au Brésil, originellement écrit en espagnol, 1946.
  - Durch Brasiliens Urwälder zu wilden Indianerstämmen, traduction allemande de Rodolfo Simon, Zurich : Orell Füssli, 1950, 210 pages.
  - Pralesmi Brazílie, traduction tchèque de Matilda V. Husárová, Martin : Osveta, 1956, 161 pages.
  - V dezeli Indijancev po brazilskih rekah gozdovih, traduction slovène de Peter Kovacic, Maribor: Zalozba obzorja Maribor, 1966, 252 pages.
  - Tra lando de indianoj, traduction espéranto de Ernesto Sonnenfeld, Malmö: Société d'édition en espéranto (eo), 1970, 186 pages.
- Excursión a los indios del Araguaia (Brasil), sur les indiens Karajá et Javaé au Brésil, en espagnol, 1948.
- Nepalo malfermas la pordon, originellement écrit en esperanto, La Laguna: Régulo, 1959, 212 pages.
  - Nepla otvara vrata, traduction serbe de Antonije Sekelj, Belgrad 1959, 212 pages.
  - Window on Nepal, traduction anglaise de Marjorie Boulton, Londres: Robert Hale, 1959, 190 pages.
  - Nepal odpira vrata, traduction slovène de Boris Grabnar, Ljubljana: Mladinska knjiga, 1960, 212 pages.
- Ĝambo rafiki. La karavano de amikeco tra Afriko, originellement écrit en esperanto, Pise: Edistudio (eo), 1991, 173 pages,  (ISBN 88-7036-041-5).
  - Djambo rafiki. Pot karavane prijateljstva po Afriki, traduction slovène de Tita Skerlj-Sojar, Ljubljana: Mladinska knjiga, 1965, 184 pages.
- Ridu per Esperanto, Zagreb 1973, 55 pages.
- Premiitaj kaj aliaj noveloj, sept nouvelles, originellement écrites en espéranto, Zagreb: Internacia Kultura Servo, 1974, 52 pages.
- Kumeŭaŭa, la filo de la ĝangalo, livre pour enfants sur la vie des indiens au Brésil, originellement écrit en espéranto.
  - 1re édition Anvers 1979.
  - 2e édition Rotterdam: UEA, 1994, 94 pages.
  - Kumeuaua djungels son, traduction suédoise de Leif Nordenstorm (eo), Boden 1987, 68 pages.
  - Kumevava, az őserdő fia, traduction hongroise de István Ertl, Budapest, 1988.
  - Kumevava, syn ĝunhliv, traduction ukrainienne de Nadija Hordijenko Andrianova, Kijivo, Veselka, 1989.
  - Kumevava, sin prašume, traduction serbe. 2003.
- Mondo de travivaĵoj, autobiographie et aventures à travers les cinq continents. Pise: Edistudio (eo), 1-a eldono 1981, 2-a eldono 1990, 284 pages,  (ISBN 88-7036-012-1).
- Neĝhomo, histoire sur la vie durant une ascension Vienne: Pro Esperanto 1988, 20 pages.
- Kolektanto de ĉielarkoj, nouvelles et poèmes, originellement écrits en espéranto, Pise: Edistudio (eo), 1992, 117 pagesj,  (ISBN 88-7036-052-0).
- Temuĝino, la filo de la stepo, roman pour jeunes, traduit du serbe par Tereza Kapista, Belgrade 1993, 68 pages,  (ISBN 86-901073-4-7).

### Livres sur l'espéranto
- La importancia del idioma internacional en la educacion para un mundo mejor, Mexico: Fédération mexicaine d'espéranto (eo), 1953, 13 pages.
- The international language Esperanto, common language for Africa, common language for the world, traduit de l'espéranto vers l'anglais par John Christopher Wells, Rotterdam: UEA, 1962, 11 pages.
- Le problème linguistique au sein du mouvement des pays non alignés et la possibilité de le résoudre, Rotterdam: UEA, 1981, 16 pages (= Esperanto-dokumentoj 10).
  - La lingva problemo de la Movado de Nealiancitaj Landoj - kaj gia ebla solvo, Rotterdam: UEA, 1981, 12 pages (= Esperanto-dokumentoj 13).

### Manuels d'espéranto
- La trovita feliĉo, nouvelle pour enfants, Buenos Aires : Progreso, 1945.
- avec Antonije Sekelj : Kurso de Esperanto, laŭ aŭdvida struktura metodo, 1960, 48 pages.
- avec Antonije Sekelj : Dopisni tečaj Esperanta, Belgrade : Ligue serbe d'espéranto (eo), 1960, 63 pages.

### Ouvrage d'ethnographie
Lors de ses voyages en Amérique du Sud, en Afrique, en Asie, et en Océanie, il accumula une importante collection ethnographique qu'il donna au musée ethnographique de Zagreb.
Son principal ouvrage ethnographique reste :
- Elpafu la sagon, el la buŝa poezio de la mondo (Tirez la flèche, de la poésie orale du monde), Rotterdam: UEA, 1983, 187 pages,  (ISBN 92-9017-025-5) (= Serio Oriento-Okcidento 18), où il présente des traductions d'enregistrements qu'il a réalisé lors de ses voyages.

### Dictionnaire
Tibor Sekelj collabora au dictionnaire en 20 langues de muséologie Dictionarium Museologicum, paru en 1986.